# Saint-Rambert-d'Albon
Pour les articles homonymes, voir Saint-Rambert et Albon (homonymie).
Saint-Rambert-d'Albon est une commune française située au nord du département de la Drôme, en région Auvergne-Rhône-Alpes.
Ses habitants sont dénommés les Rambertois.

## Géographie

### Localisation
La commune de Saint-Rambert-d'Albon se situe au nord du département, sur la rive gauche du Rhône, à 11 km au nord de Saint-Vallier (chef-lieu de canton), à 26 km au sud de Vienne, à 44 km au nord de Valence (préfecture) et à 60 km au sud de Lyon. Elle est rattachée à la communauté de communes Porte de Dromardèche dont le siège est fixé dans la commune voisine de Saint-Vallier.

### Hydrographie
La commune est arrosée par les cours d'eau suivants :
- le Rhône (dont elle borde la rive gauche) ;
- les Collières, affluent du Rhône. ;
- l'Oron, affluent des Collières. Le ruisseau prend sa source dans l'espace naturel sensible des Fontaines de Beaufort.
- les Claires,  nom de la rivière qui se dénomme ainsi après la confluence des Collières avec  l'Oron avant de rejoindre le Rhône.

### Climat
Pour des articles plus généraux, voir Climat d'Auvergne-Rhône-Alpes et Climat de la Drôme.
En 2010, le climat de la commune est de type climat du Bassin du Sud-Ouest, selon une étude du Centre national de la recherche scientifique s'appuyant sur une série de données couvrant la période 1971-2000. En 2020, Météo-France publie une typologie des climats de la France métropolitaine dans laquelle la commune est dans une zone de transition entre le climat de montagne et le climat méditerranéen et est dans la région climatique  Moyenne vallée du Rhône, caractérisée par un bon ensoleillement en été (fraction d’insolation > 60 %), une forte amplitude thermique annuelle (4 à 20 °C), un air sec en toutes saisons, orageux en été, des vents forts (mistral), une pluviométrie élevée en automne (250 à 300 mm). 
Pour la période 1971-2000, la température annuelle moyenne est de 12,4 °C, avec une amplitude thermique annuelle de 17,8 °C. Le cumul annuel moyen de précipitations est de 776 mm, avec 7,6 jours de précipitations en janvier et 5,6 jours en juillet. Pour la période 1991-2020, la température moyenne annuelle observée sur la station météorologique de Météo-France la plus proche, « Sablons », sur la commune de Sablons à 4 km à vol d'oiseau, est de 13,3 °C et le cumul annuel moyen de précipitations est de 805,2 mm,. Pour l'avenir, les paramètres climatiques de la commune estimés pour 2050 selon différents scénarios d'émission de gaz à effet de serre sont consultables sur un site dédié publié par Météo-France en novembre 2022.
| Mois                                  | jan.             | fév.          | mars          | avril       | mai           | juin          | jui.          | août          | sep.          | oct.          | nov.           | déc.             | année      |
| ------------------------------------- | ---------------- | ------------- | ------------- | ----------- | ------------- | ------------- | ------------- | ------------- | ------------- | ------------- | -------------- | ---------------- | ---------- |
| Température minimale moyenne (°C)     | 0,7              | 0,7           | 3,1           | 5,9         | 9,9           | 13,4          | 14,9          | 14,5          | 11,2          | 8,4           | 4,2            | 1,5              | 7,4        |
| Température moyenne (°C)              | 4,5              | 5,6           | 9,4           | 12,6        | 16,8          | 20,6          | 22,6          | 22,2          | 18            | 13,9          | 8,5            | 5,1              | 13,3       |
| Température maximale moyenne (°C)     | 8,4              | 10,5          | 15,7          | 19,2        | 23,6          | 27,8          | 30,2          | 29,9          | 24,9          | 19,3          | 12,7           | 8,8              | 19,2       |
| Record de froid (°C) date du record   | −22,3 06.01.1971 | −12 05.02.12  | −12 01.03.05  | −5 08.04.03 | −1 01.05.1976 | 4 04.06.1984  | 6,5 13.07.00  | 4 18.08.1970  | 0 18.09.1971  | −6 31.10.1997 | −12 19.11.1973 | −11,5 29.12.1976 | −22,3 1971 |
| Record de chaleur (°C) date du record | 19 19.01.07      | 22,8 24.02.20 | 27,2 30.03.21 | 31 24.04.07 | 35,5 24.05.09 | 40,1 27.06.19 | 40,9 23.07.19 | 41,8 22.08.23 | 36,3 14.09.20 | 30,5 10.10.23 | 23 06.11.15    | 19,9 18.12.1989  | 41,8 2023  |
| Précipitations (mm)                   | 51,2             | 37,8          | 45            | 62,1        | 73,9          | 65,4          | 67,6          | 62,5          | 83,8          | 107           | 99,4           | 49,5             | 805,2      |

### Voies de communication et transports
La commune se situe sur un axe de communication important au niveau européen (voies ferrées, route nationale 7, autoroute A7, le fleuve Rhône).

#### Voies routières
La commune est desservie par la route nationale 7 qui, depuis 1985, contourne la commune en longeant l'autoroute (2×2 voies depuis 2007).
Elle est aussi desservie par les routes départementales D 182, D 266 et D 807.
L'autoroute A7 passe sur le territoire de la commune. Le plus proche péage est à Chanas (sortie 12).

#### Voies ferroviaires

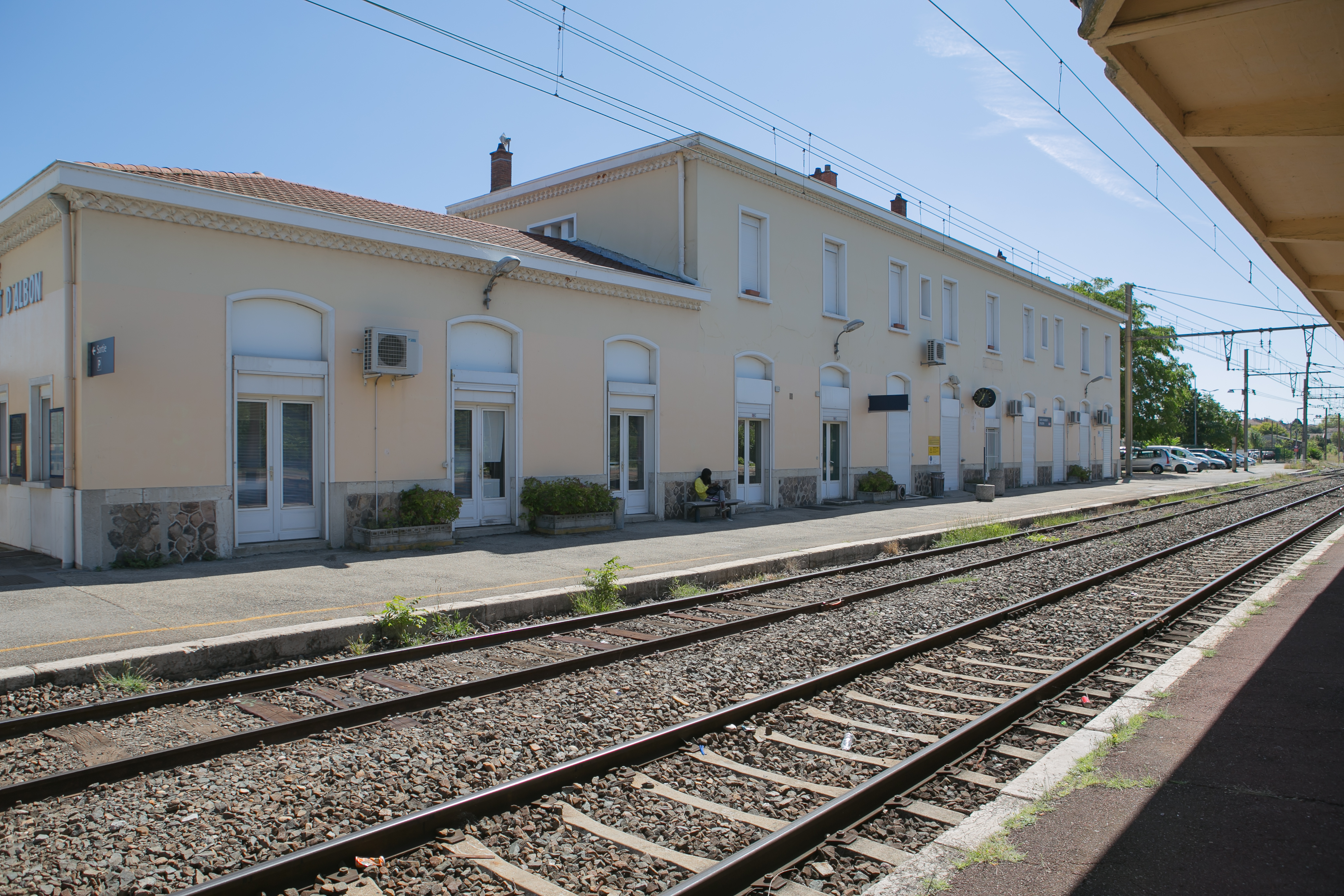
Gare de Saint-Rambert-d'Albon depuis les voies ferrées.

Saint-Rambert-d'Albon est traversée par la ligne de Paris-Lyon à Marseille-Saint-Charles.

La commune a été un important carrefour ferroviaire, la gare étant à l'origine d'une ligne menant à Rives et à Grenoble et d'une autre allant à Firminy.

## Urbanisme

### Typologie
Au 1er janvier 2024, Saint-Rambert-d'Albon est catégorisée petite ville, selon la nouvelle grille communale de densité à 7 niveaux définie par l'Insee en 2022.
Elle appartient à l'unité urbaine de Saint-Rambert-d'Albon, une agglomération inter-départementale dont elle est ville-centre,. Par ailleurs la commune fait partie de l'aire d'attraction de Roussillon, dont elle est une commune du pôle principal,. Cette aire, qui regroupe 27 communes, est catégorisée dans les aires de 50 000 à moins de 200 000 habitants,.

### Occupation des sols
L'occupation des sols de la commune, telle qu'elle ressort de la base de données européenne d’occupation biophysique des sols Corine Land Cover (CLC), est marquée par l'importance des territoires agricoles (63,6 % en 2018), en diminution par rapport à 1990 (74,6 %). La répartition détaillée en 2018 est la suivante : terres arables (28,2 %), cultures permanentes (23,2 %), zones urbanisées (19 %), zones agricoles hétérogènes (12,2 %), zones industrielles ou commerciales et réseaux de communication (11,7 %), eaux continentales (4,4 %), espaces verts artificialisés, non agricoles (1,3 %). L'évolution de l’occupation des sols de la commune et de ses infrastructures peut être observée sur les différentes représentations cartographiques du territoire : la carte de Cassini (XVIIIe siècle), la carte d'état-major (1820-1866) et les cartes ou photos aériennes de l'IGN pour la période actuelle (1950 à aujourd'hui).

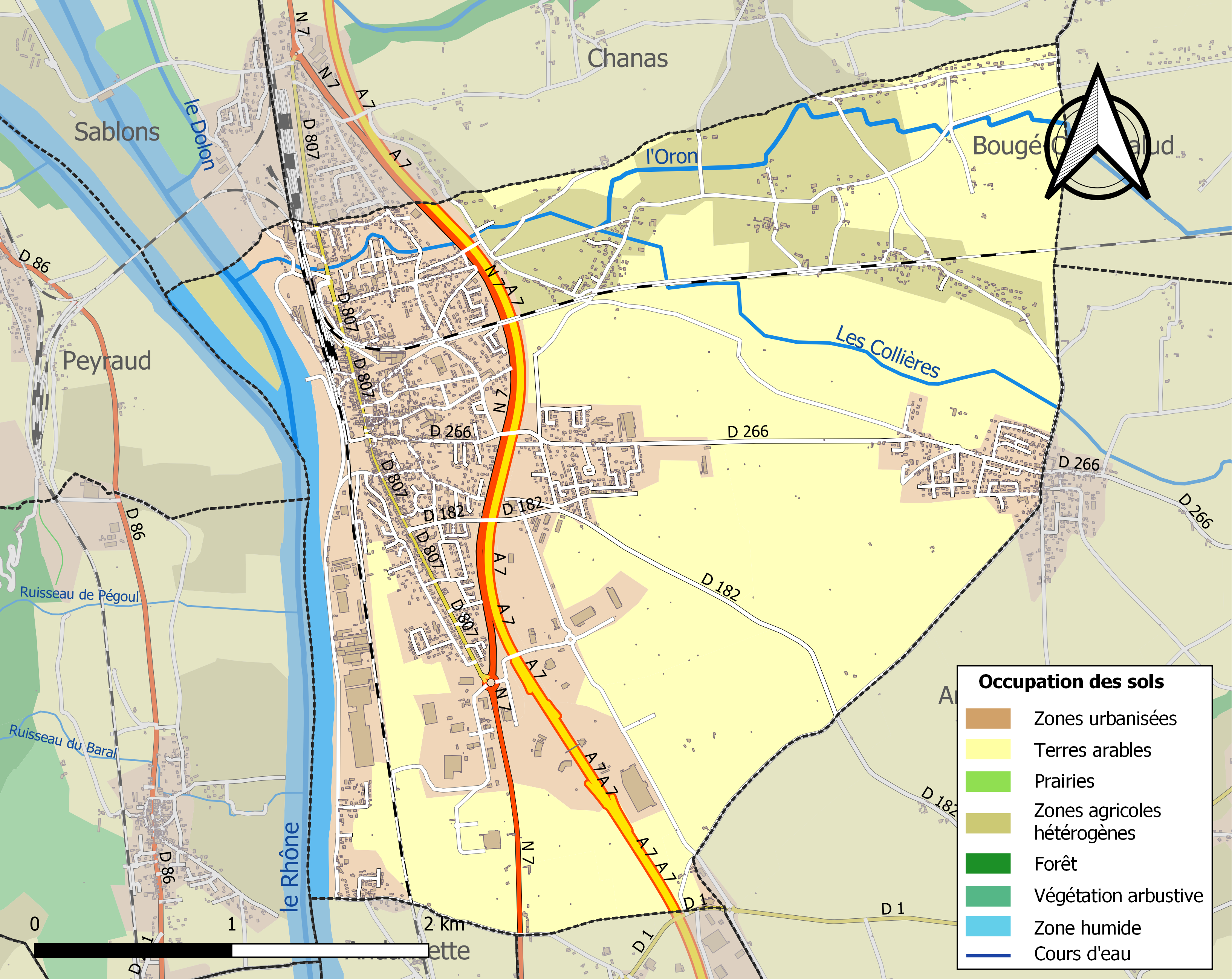
Carte des infrastructures et de l'occupation des sols de la commune en 2018 (CLC).

### Morphologie urbaine

#### Quartiers, hameaux et lieux-dits
Site Géoportail (carte IGN) :
- Basses Clavettes
- Bonrepos
- Coinaud
- Gourdonières
- Hautes Clavettes
- la Maison Blanche
- la Tulandière
- le Bourru
- le Moulin
- les Biéniers
- les Champagnières
- les Clavettes
- les Fouillouses
- les Gabettes
- les Teppes
- Port de Champagne
- Terraly
- Zone industrielle du Cappa

### Risques naturels et technologiques

#### Risques sismiques
Comme l'indique son PLU, l'ensemble du territoire de la commune de Vernoux-en-Vivarais est situé en zone de sismicité no 3 (sur une échelle de 1 à 5), comme la plupart des communes situées à proximité de la vallée du Rhône, mais en limite orientale de la zone no 2 qui correspond au plateau ardéchois.
| Type de zone | Niveau            | Définitions (bâtiment à risque normal) |
| ------------ | ----------------- | -------------------------------------- |
| Zone 3       | Sismicité modérée | accélération = 1,1 m/s2                |

## Toponymie

### Attestations
Dictionnaire topographique du département de la Drôme :
- 1183 : mention de l'église : ecclesia Sancti Ragneberti de Fulcimagna (Masures de l'Isle-Barbe, 116).
- XIIIe siècle : mention du prieuré : prioratus Sancti Ragneberti de Fucimaigni, de Foncigniani et de Fuscimaigni (cartulaire de l'Île-Barbe, ch. 77).
- XIIIe siècle : mention du prieuré : prioratus Sancti Reneberti Fucimagni et de Faucimagny (cartulaire de l'Île-Barbe, ch. 83).
- XIIIe siècle : mention du prieuré : prioratus Sancti Ragneberti de Faucimagni (cartulaire de l'Île-Barbe, ch. 84).
- 1268 : mention du prieuré : prioratus de Fuscimagny (Masures de l'Isle-Barbe, ch. 3)).
- 1300 : Sanctus Renebertus (choix de documents, 47).
- 1307 : Sanctus Raymbertus (Itinéraire des dauphins).
- XIVe siècle : mention du prieuré : prioratus Sancti Ramberti (pouillé de Vienne).
- 1392 : locus et borgia Sancti Ramberti (archives de la Drôme, E 3589).
- 1394 : mention du péage : pedagium Sancti Ramberti (archives de l'Isère, B 2817).
- XIVe siècle : mention du port : portus Sancti Reneberti (choix de documents, 47).
- 1445 : mention du péage appelé « foires de Saint-Rambert » : feriae Sancti Ramberti (Valbonnais, I, 89).
- (non daté)[réf. nécessaire] : mention du péage appelé Patte de Saint Rambert.
- 1500 : mention du prieuré : prioratus Sancti Regneberti Fuscimaigny (archives du Rhône, fonds de l'Île-Barbe).
- 1891 : Saint-Rambert-d'Albon, commune du canton de Saint-Vallier.

## Histoire

### Antiquité: les Gallo-romains
- Présence d'une villa gallo-romaine située au bord du Rhône[20].
- Possiblement la station de Figlinis citée sur la table de Peutinger[réf. nécessaire].

### Du Moyen Âge à la Révolution
La seigneurie :
- Au point de vue féodal, Saint-Rambert-d'Albon faisait partie du comté d'Albon.
- Jusque vers la fin du XVIIe siècle, un péage y fut levé et appelé foires de Saint-Rambert et patte de Saint Rambert. Jusqu'en 1638 (date à laquelle il fut aliéné), il constitua un revenu pour le domaine royal.

Avant 1790, Saint-Rambert-d'Albon était une paroisse du diocèse de Vienne et de la communauté d'Albon dont l'église était celle d'un ancien prieuré de bénédictins, de la filiation de l'Île-Barbe, qui fut supprimé au XVIIe siècle, et dont les dîmes appartenaient au curé, par abandon du prieur.

### De la Révolution à nos jours
En 1790, celle paroisse est comprise dans la municipalité d'Albon.
Le 20 mai 1860, elle en est distraite pour former une commune distincte du canton de Saint-Vallier.
Le 17 janvier 1855, la gare de Saint-Rambert est ouverte par la Compagnie du chemin de fer de Lyon à la Méditerranée lors de la mise en service du tronçon de la gare de Vienne à la gare de Valence-Ville du grand axe ferroviaire de Paris à Marseille, appelé aujourd'hui ligne de Paris-Lyon à Marseille-Saint-Charles.

## Politique et administration

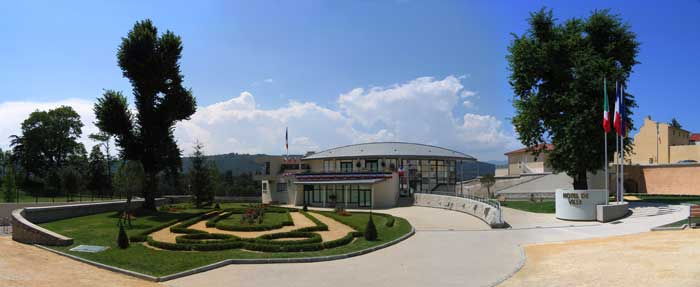
Hôtel de ville.

### Administration municipale
Le nombre d'habitants au dernier recensement étant compris entre 5 000 et 9 999, le nombre de membres du conseil municipal est de 29.
À la suite de l'élection municipale de 2020, le conseil municipal est composé de huit adjoints et de vingt conseillers municipaux[source insuffisante].

### Liste des maires
| Période                                                                   | Période                        | Identité                          | Étiquette            | Qualité                                                                 |
| ------------------------------------------------------------------------- | ------------------------------ | --------------------------------- | -------------------- | ----------------------------------------------------------------------- |
| Les données manquantes sont à compléter. : de 1860 au Second Empire       |                                |                                   |                      |                                                                         |
| 1860                                                                      | 1871                           | ?                                 |                      |                                                                         |
| Les données manquantes sont à compléter. : depuis la fin du Second Empire |                                |                                   |                      |                                                                         |
| 1871                                                                      | 1874                           | ?                                 |                      |                                                                         |
| 1874                                                                      | 1878                           | ?                                 |                      |                                                                         |
| 1878                                                                      | 1884                           | ?                                 |                      |                                                                         |
| 1884                                                                      | 1888                           | ?                                 |                      |                                                                         |
| 1888                                                                      | 1892                           | ?                                 |                      |                                                                         |
| 1892                                                                      | 1896                           | ?                                 |                      |                                                                         |
| 1896                                                                      | 1900                           | ?                                 |                      |                                                                         |
| 1900                                                                      | 1904                           | ?                                 |                      |                                                                         |
| 1904                                                                      | 1908                           | ?                                 |                      |                                                                         |
| 1908                                                                      | 1912                           | ?                                 |                      |                                                                         |
| 1912                                                                      | 1919                           | ?                                 |                      |                                                                         |
| 1919                                                                      | 1925                           | ?                                 |                      |                                                                         |
| 1925                                                                      | 1929                           | ?                                 |                      |                                                                         |
| 1929                                                                      | 1935                           | ?                                 |                      |                                                                         |
| 1935                                                                      | 1945                           | ?                                 |                      |                                                                         |
| 1945                                                                      | 1947                           | ?                                 |                      |                                                                         |
| 1947                                                                      | 1953                           | ?                                 |                      |                                                                         |
| 1953                                                                      | 1957                           | ?                                 |                      |                                                                         |
| 1957 (élection ?)                                                         | 1959                           | Lucien Steinberg                  | SFIO-PS              |                                                                         |
| 1959                                                                      | 1965                           | Lucien Steinberg                  |                      | maire sortant                                                           |
| 1965                                                                      | 1971                           | Lucien Steinberg                  |                      | maire sortant                                                           |
| 1971                                                                      | 1977                           | Lucien Steinberg                  |                      | maire sortant conseiller général du canton de Saint-Vallier (1976-1993) |
| 1977                                                                      | 1983                           | Lucien Steinberg                  |                      | maire sortant                                                           |
| 1983                                                                      | 1989                           | Lucien Steinberg                  |                      | maire sortant                                                           |
| 1989                                                                      | 1993                           | Lucien Steinberg                  |                      | maire sortant (décédé en fonctions)                                     |
| 1993 (élection ?)                                                         | 1995                           | René Bret                         | PS                   |                                                                         |
| 1995                                                                      | 2001                           | Gérard Oriol                      | RPR puis UMP puis NC |                                                                         |
| 2001                                                                      | 2008                           | Gérard Oriol                      |                      | maire sortant                                                           |
| 2008                                                                      | 2014                           | Gérard Oriol                      |                      | maire sortant                                                           |
| 2014                                                                      | 2020                           | Vincent Bourget                   | DVG                  | fonctionnaire 7e vice-président de la communauté de communes            |
| 2020                                                                      | En cours (au 30 novembre 2020) | Gérard Oriol[source insuffisante] | DVD                  |                                                                         |

### Jumelages
- Kernen im Remstal (Allemagne)
- Mango (Italie)

## Population et société

### Démographie
L'évolution du nombre d'habitants est connue à travers les recensements de la population effectués dans la commune depuis 1841. Pour les communes de moins de 10 000 habitants, une enquête de recensement portant sur toute la population est réalisée tous les cinq ans, les populations de référence des années intermédiaires étant quant à elles estimées par interpolation ou extrapolation. Pour la commune, le premier recensement exhaustif entrant dans le cadre du nouveau dispositif a été réalisé en 2008.

En 2022, la commune comptait 6 947 habitants, en évolution de +8,21 % par rapport à 2016 (Drôme : +2,64 %, France hors Mayotte : +2,11 %).
| 1841 | 1846 | 1851 | 1856  | 1861  | 1866  | 1872  | 1876  | 1881  |
| ---- | ---- | ---- | ----- | ----- | ----- | ----- | ----- | ----- |
| 881  | 891  | 920  | 1 079 | 1 304 | 1 252 | 1 210 | 1 261 | 1 340 |

| 1886  | 1891  | 1896  | 1901  | 1906  | 1911  | 1921  | 1926  | 1931  |
| ----- | ----- | ----- | ----- | ----- | ----- | ----- | ----- | ----- |
| 1 501 | 1 756 | 2 005 | 2 142 | 2 370 | 2 531 | 2 564 | 2 619 | 2 818 |

| 1936  | 1946  | 1954  | 1962  | 1968  | 1975  | 1982  | 1990  | 1999  |
| ----- | ----- | ----- | ----- | ----- | ----- | ----- | ----- | ----- |
| 2 841 | 3 020 | 3 229 | 3 472 | 3 822 | 4 186 | 4 062 | 4 176 | 4 302 |

| 2006  | 2008  | 2013  | 2018  | 2022  | - | - | - | - |
| ----- | ----- | ----- | ----- | ----- | - | - | - | - |
| 5 086 | 5 309 | 6 098 | 6 641 | 6 947 | - | - | - | - |

### Enseignement
La commune est rattachée à l'académie de Grenoble.

### Manifestations culturelles et festivités
- Fête communale : le premier dimanche d'août[20].
- Depuis 2004 a lieu en novembre le festival Rockin Gone Party (Rock 'n' roll)[26].

### Loisirs
- Pêche[20].
- Le Parc de Bonrepos[27], dominant le Rhône, possède des aires de jeux et de pique-nique, ainsi qu'un boulodrome.
- La commune possède un petit aérodrome[20].
- La commune possède une médiathèque[28].

### Médias
Historiquement, le quotidien à grand tirage Le Dauphiné libéré consacre, chaque jour, y compris le dimanche, dans son édition de Romans - Nord Drôme, un ou plusieurs articles à l'actualité de la ville, ainsi que des informations sur les éventuelles manifestations locales, les travaux routiers, et autres événements divers à caractère local.

### Cultes
L'église de Saint-Rambert-d'Albon (propriété de la commune) et la communauté catholique dépendent de la paroisse « Notre-Dame de Valloire » dont la maison paroissiale est située à Anneyron. Cette paroisse est rattachée au diocèse de Valence.

## Économie

### Agriculture
En 1992 : maraîchage et vergers (coopérative agricole fruits et légumes), vignes.
- Marché quotidien en saison[20].
- Foire : le lundi après le 3 février[20].

### Industrie
Une zone industrielle qui s'est beaucoup développée depuis les années 2000[réf. nécessaire].

### Tourisme
La commune dispose d'un camping avec piscine à proximité de la Via-Rhôna[réf. nécessaire].

## Culture locale et patrimoine

### Lieux et monuments

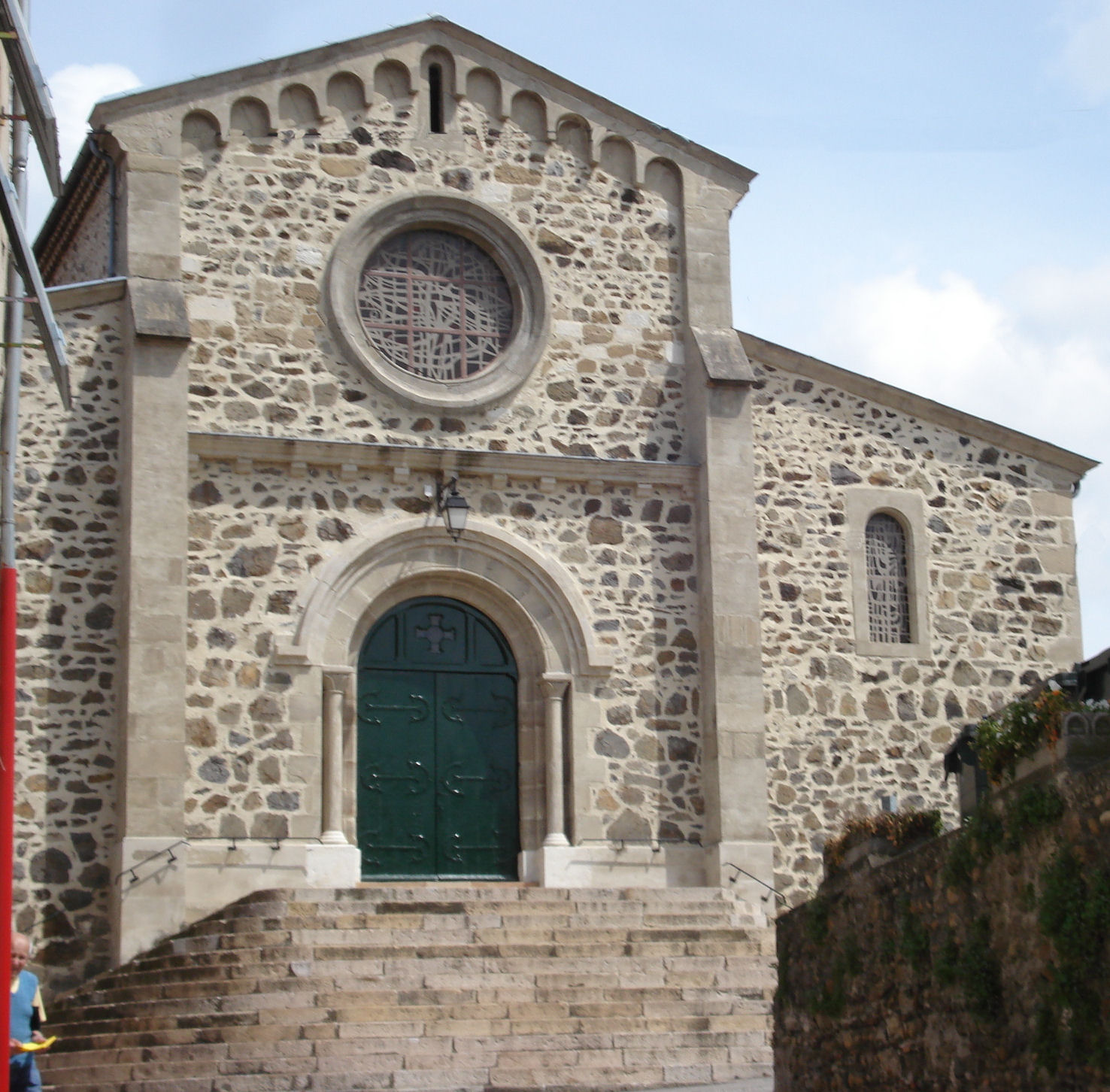
Église.

- Château féodal des Basanières, construit sur des ruines romaines (rasé lors de la construction du chemin de fer)[réf. nécessaire].
- Église Saint-Rambert de Saint-Rambert-d'Albon, de style roman: elle possède une abside de 1555[réf. nécessaire].
- Deux monuments commémoratifs[20].

### Personnalités liées à la commune
- Wilfride Piollet (née en 1942 dans la commune) : danseuse étoile.
- Jules Védrines : le 21 avril 1919, l'aviateur Jules Védrines et son mécanicien Marcel Guillain trouvent la mort à Saint-Rambert-d'Albon en cherchant un endroit pour atterrir. Ils venaient de Villacoublay. Ils emportaient le premier courrier Paris-Rome par voie aérienne. Un monument à sa mémoire a été dressé sur le terrain d'aviation du Creux-de-la-Thine. Son nom a été donné à une rue de la commune.
- Jean-Marc Bernard : poète ; il a habité Saint-Rambert-d'Albon dans les années 1910 et logeait chez sa mère (21 rue de Marseille). Son appartement servait de point de ralliement à un petit groupe d'écrivains dont notamment Francis Carco[réf. nécessaire].

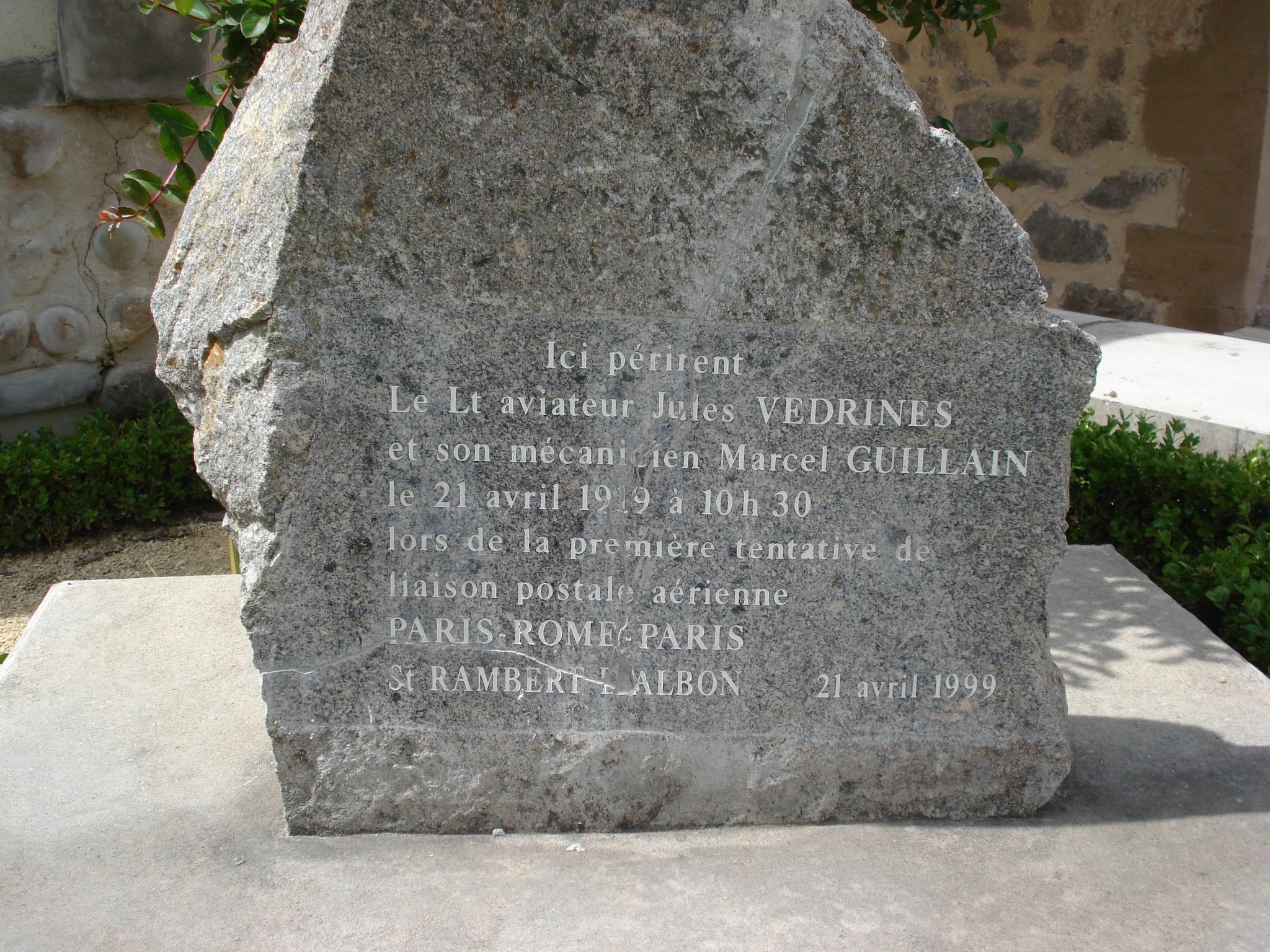
Plaque commémorative de la mort de Jules Védrines.
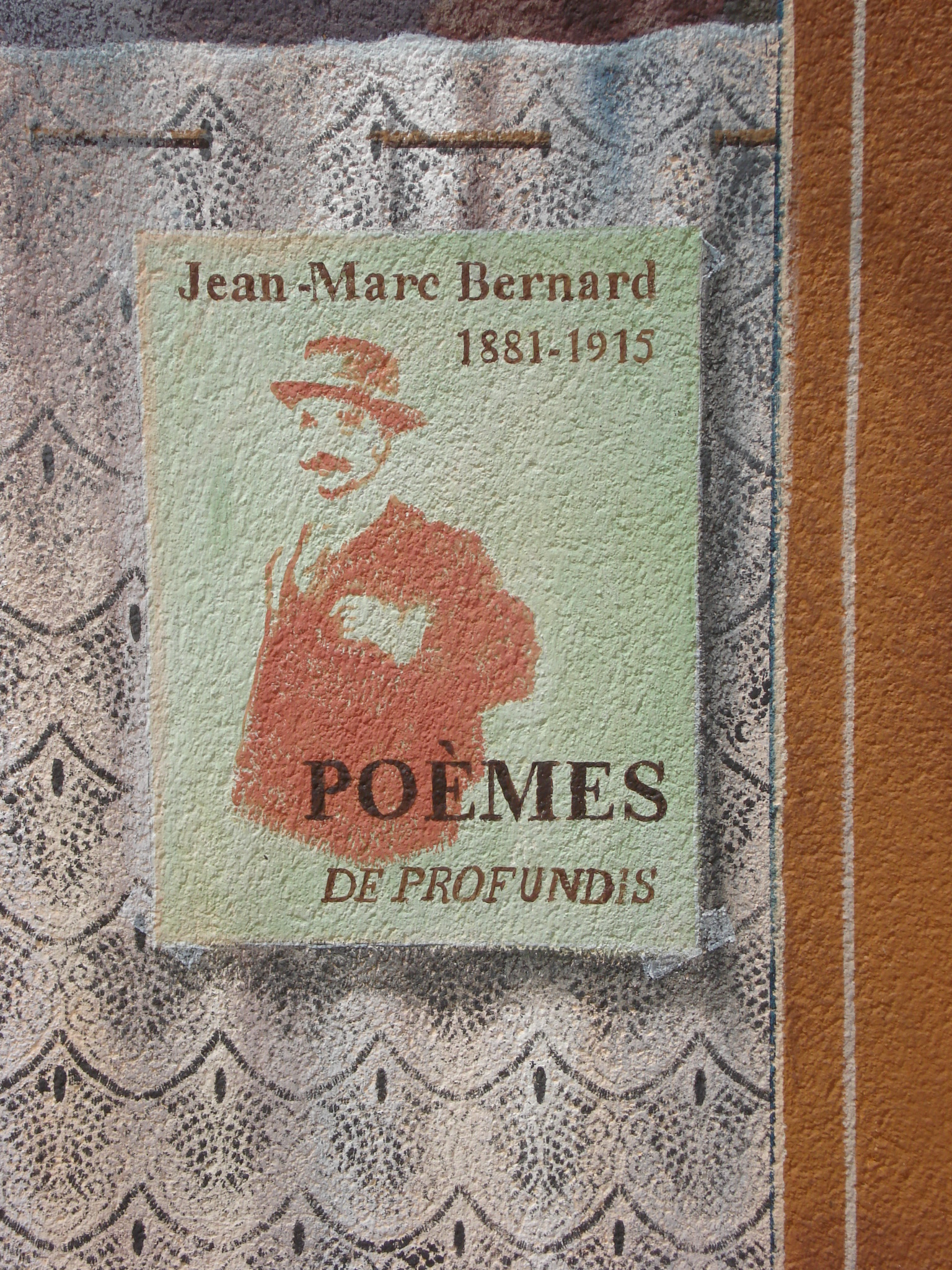
Fresque murale dédiée à Jean-Marc Bernard.

### Héraldique, logotype et devise
Description : Taillé au 1er de gueules à la fleur de pêcher d'or au 2e d'azur au dauphin d'or.
|  | Saint-Rambert-d'Albon possède des armoiries dont l'origine et le blasonnement exact ne sont pas disponibles. |